# Formica microphthalma
Formica microphthalma é uma espécie de formiga do gênero Formica, pertencente à subfamília Formicinae.